# Chaso
Chaso（ちゃそ、1996年〈平成8年〉6月24日 - ）は、日本のダンサー、コレオグラファー。夫はKroiの千葉大樹。

## 略歴
7歳よりクラシックバレエ、ジャズダンスを始める。幼少期にNHK教育テレビ「からだであそぼ」内コーナー森山開次による「踊る内臓」を見て衝撃を受けコンテンポラリーダンサーになることを志す。桜美林大学芸術文化学群入学を機に上京。
現在はフリーランスで、ダンサー、振付師、俳優、モデルなど表現の幅を広げ活動しており、フィンガータット、コンテンポラリーダンスをメインとしてミュージックビデオやCMなどで振付や出演を行う。
週刊少年ジャンプで連載されていた「BLEACH」内の登場人物、砕蜂に憧れ同様の髪型にしている。
2024年6月6日、千葉大樹（Kroi）と結婚。

## 振付

### ミュージックビデオ
| 公開年 | アーティスト名            | 楽曲名                                |
| ------ | ------------------------- | ------------------------------------- |
| 2018年 | D.W.ニコルズ              | 「愛に。」                            |
| 2019年 | 大橋ちっぽけ              | 「テイクイットイージー」              |
| 2019年 | 中田裕二                  | 「ランナー」                          |
| 2019年 | RAMMELLS                  | 「真っ赤な太陽」                      |
| 2019年 | KIRINJI                   | 「killer tune kills me feat. YonYon」 |
| 2019年 | EMMA HAZY MINAMI          | 「Plastic Love」                      |
| 2019年 | sui sui duck              | 「spacecraft（feat.mako）」           |
| 2020年 | 西寺郷太（NONA REEVES）   | 「BODYMOVES!」                        |
| 2021年 | キタニタツヤ              | 「タナトフォビア」                    |
| 2022年 | 矢川葵                    | 「スローモーション」                  |
| 2022年 | maeshima soshi&BLOOM VASE | 「Swipe」                             |
| 2022年 | ポップしなないで          | 「月の踊り子」                        |
| 2022年 | くじら                    | 「呼吸」                              |
| 2022年 | My Hair is Bad            | 「瞳にめざめて」                      |
| 2023年 | indigo la End             | 「名前は片想い」                      |
| 2023年 | めいちゃん                | 「スクワッド！」                      |
| 2023年 | TOMOO                     | 「夢はさめても」                      |
| 2023年 | ももすももす              | 「まともじゃないのがちょうどいいの」  |
| 2023年 | PEOPLE１                  | 「GOLD」                              |
| 2023年 | MOSHIMO                   | 「恋のディスマッチン」                |
| 2024年 | 日向坂46                  | 「夕陽Dance」                         |
| 2025年 | 日向坂46                  | 「足の小指を箪笥の角にぶつけた」      |

### CM・広告・PV
| 公開年 | タイトル                                                                                          |
| ------ | ------------------------------------------------------------------------------------------------- |
| 2021年 | サントリー天然水スパークリングレモン「モーニンルーティン」指ダンスの振付、出演。                  |
| 2022年 | 東亜道路工業2022年度就活応援ソング「進め。」クレナズム                                            |
| 2022年 | Mc Cain ブランドムービー                                                                          |
| 2022年 | 東京都公益財団法人 東京都歴史文化財団主催 シビック・クリエイティブ・ベース東京 コンセプトムービー |
| 2022年 | 渋谷スクランブルスクエア 2022 SHIBUYA SCRAMBLE XMAS                                               |
| 2023年 | SEP inc.「instrack(インストラック)」PV                                                            |
| 2023年 | UNIQLO 2023春 ABEMA webCM                                                                         |
| 2023年 | 高速光回線サービス「NURO(ニューロ)光」webCM「home〜NUROで新生活ver〜」                            |

### テレビ・映画
- NHK紅白歌合戦 平井堅×大前光市 （2017年）- 振付は辻本知彦。振付アシスタントを担当。
- 松井玲奈映画単独初主演「幕が下りたら会いましょう」（2021年）- 振付を担当。
- テレビ東京 シナぷしゅ1月のうた「ジャーン！」（2022年）- 振付を担当。

### ライブ・展示
- AKB48感謝祭ランクインコンサートin幕張メッセ（2017年）- 須田亜香里 - 振付は辻本知彦。振付アシスタントを担当。
- 写真展「Goldendust」（2020年）- 戸田真琴監督によるムービーの振付[3]。ポージング指導。
- indigo la End LIVE「蒼き花束vol.3」パシフィコ横浜国立大ホール 映像演出（2023年）- 振付・出演。
- TOMOO LIVE TOUR 2023「Walk on the Keys」-「夢はさめても」「Friday」（2023年）-振付。
- 日向坂46「What you like!」(2025年) -振付。

### 舞台
- 「ちいさめ借家怪獣アパートン」劇団 かまどキッチン（2019年、北千住BUoY）- 振付を担当。

## 出演

### ミュージックビデオ
| 公開年 | アーティスト名       | 楽曲名                                    |
| ------ | -------------------- | ----------------------------------------- |
| 2015年 | 上北 健              | 「ミスト」                                |
| 2017年 | ホワイトカメレオン   | 「白熱灯」                                |
| 2017年 | sui sui duck         | 「circle」                                |
| 2018年 | Sunny Day Service    | 「ジーン・セバーグ」                      |
| 2018年 | 秀吉                 | 「ヌル」                                  |
| 2018年 | Blueglue             | 「Bottoms up!」                           |
| 2018年 | UNCHAIN              | 「Libyan Glass」                          |
| 2018年 | Nakanoまる           | 「恋」                                    |
| 2018年 | sooogood!            | 「ドラマチックピンクビキニ feat. 藤井隆」 |
| 2018年 | Poet-type.M          | 「MoYuRu」                                |
| 2018年 | フジファブリック     | 「東京」                                  |
| 2018年 | パノラマパナマタウン | 「Top of the Head」                       |
| 2019年 | ASCA                 | 「RESISTER」                              |
| 2019年 | yeti let you notice  | 「utopia 」                               |
| 2019年 | Aimer                | 「Stand By You」                          |
| 2019年 | LEGO BIG MORL        | 「ただそこにある」                        |
| 2019年 | 夜の本気ダンス       | 「Sweet Revolution」                      |
| 2019年 | HOWL BE QUIET        | 「幽霊に会えたら」                        |
| 2019年 | Ryu Matsuyama        | 「Sane Pure Eye」                         |
| 2019年 | KIRINJI              | 「Almond Eyes feat. 鎮座DOPENESS」        |
| 2019年 | XOX                  | 「秒針」                                  |
| 2020年 | Ichika Nito          | 「Branching Paths」                       |
| 2020年 | 仲村宗悟             | 「カラフル」                              |
| 2021年 | DADARAY              | 「花は買わない」                          |
| 2021年 | EYE VDJ MASA         | 「EVERYONE,CHALLENGER.（feat.androp）」   |
| 2022年 | Atomic Skipper       | 「tender」                                |
| 2022年 | ポップしなないで     | 「月の踊り子」                            |
| 2022年 | ケチャップ           | 「加工迷彩」                              |
| 2023年 | フジタカコ           | 「グッドラックが聞こえない」              |
| 2023年 | Amber's              | 「オセロ」                                |
| 2023年 | 緑黄色社会           | 「ピンクブルー」                          |

### CM・広告・PV
- メルカリTVCM 1月「三日坊主篇」（2019年）- カメラ女子 役
- 東京ミステリーサーカス「さわれる謎展」 Web CM （2019年）[4]
- Lomography x カメラのキタムラ"LomoChrome Metropolis TOKYO"Product Package」（2020年）[5]
- 資生堂「WASO」Concept Movie（2020年）[6]

### ライブ等
- Vsinger Live 2017 - 洛天依「三月雨」（2017年）- 振付は辻本知彦。モーションアクトを担当。
- MISIA 20周年記念ツアー「20th Anniversary THE SUPER TOUR OF MISIA Girls just wanna have fun」（2018年）『SNOW SONG』バックダンサーとして出演。振付は辻本知彦。
- CINRA NET主催 カルチャーフェス『NEWTOWN』（2019年） 会場はパルテノン大通り・パルテノン多摩。
- Tokyo 2020 Olympic Games Closing Ceremony「ALL TOKYOITES」（2021年）
- NHK総合 Venue101 Presents 緑黄色社会 LIVE SPECIAL 出演。

### 舞台
- 第23回国民文化祭いばらき2008演劇祭　演劇crew cosmo's 「森は生きている」主演（2008年）

### 映像作品
- 高橋一生 展示作品『形象の浸透圧』（2016年）[7]

## 舞台

### 個人作品
- 櫻井香純卒業研究ダンス公演「鉛色の耳」（2018年、桜美林大学 太平館スタジオ）
- ObirinLABOproject「アイビー」（2018年、桜美林大学 プルヌスホール）
- SICF18play (2018年、スパイラルガーデン）
- 櫻井香純ソロダンス公演「Daa（ダー）」（2019年、中野テルプシコール）[8]
- 櫻井香純×三浦康嗣「レスリーケン」（2019年、神楽坂セッションハウス）[9]